# Kathleen Robertson
Kathleen Robertson (Hamilton, Ontário, 8 de julho de 1973) é uma atriz canadense conhecida pelo papel na série Beverly Hills 90210.

## Biografia
Robertson começou a atuar quando tinha 10 anos, começando sua carreira cinematográfica no Canadá. Durante esse tempo, ela freqüentou a prestigiosa escola de Hillfield Strathallan College de Hamilton. Sua primeira série de televisão foi no programa de televisão canadense Maniac Mansion, de 1990 a 1993. Ela interpretou Tina Edison, a mais velha das três crianças e filha do Dr. Fred Edison (Joe Flaherty). Ela não brilhou no cinema até fazer seu pequeno papel no filme de Brenton Spencer, Blown Away. Ela participou de Beverly Hills 90210, onde permaneceu até 1997. Seu ex-namorado, o diretor Gregg Araki, colocou-a como personagem principal em dois de seus filmes, Nowhere (1997) e Splendor (1999).

## Filmografia
- "Motel Bates : Segunda temporada "
- 10:44 - HORA DA MORTE Time of Death (2013) .... Jordan Price
- O Homem Mais Procurado do Mundo (2012) Code Name: Geronimo .... Vivian
- Boss (2011) .... Kitty O'Neill
- Rookie Blue (2011) .... Leslie Atkins
- Player 5150 (2008) .... Elly
- Tin Man (2007) .... Azkadellia
- Law & Order: Criminal Intent (2005) série de TV americana .... Darla Pearson
- "Until the Night" (2004) .... Elizabeth [1]
- Control (2004) .... Eden Ross
- Todo Mundo em Pânico 2 (2001) .... Theo
- Splendor (1999) .... Veronica
- Nowhere (1997) .... Lúcifer
- Burke's Law (1995) TV Series .... Tracy Bird
- Beverly Hills 90210 (1994-1997) série de TV americana .... Clare Arnold
- Heaven Help Us (1994) TV Series
- In the Line of Duty: The Price of Vengeance (1994) (TV) .... Susan Williams
- The Hidden Room (1993) TV Series .... Anne Morrison
- Survive the Night (1993) (TV) .... Julie
- Quiet Killer aka Black Death (1992) (TV) .... Sara Dobbs
- Liar's Edge (1992) (TV) .... Bobby Swaggart
- Lapse of Memory aka Mémoire Traquée (1992) .... Patrick
- Blown Away (1992) .... Darla
- Maniac Mansion (1990) TV Series .... Tina Edison
- C.B.C.'s Magic Hour (1990) TV Series .... Cynthia Bundy
- My Secret Identity (1988) TV Series
- Left Out (1985)